# Portugal nos Jogos Olímpicos de Inverno de 2006
Portugal participou dos Jogos Olímpicos de Inverno de 2006, em Turim, na Itália, entre os dias 10 e 26 de fevereiro de 2006. Esta participação marcou a quinta vez em que a nação portuguesa participou de uma edição dos Jogos Olímpicos de Inverno, após não ter enviado nenhum atleta para a competição de 2002. A delegação portuguesa consistiu em apenas um único atleta, Danny Silva, o qual participou na modalidade de esqui cross-country. No único evento em que Silva participou, a prova de 15 km clássico masculino, ele terminou na 93ª posição.

## Antecedentes
Portugal estreou nas competições olímpicas nos Jogos Olímpicos de Estocolmo em 1912 e participou de todos os Jogos Olímpicos de Verão desde então. A nação fez a sua primeira aparição nos Jogos Olímpicos de Inverno em 1952. Desde então, a participação de Portugal foi esporádica, sendo que o país fez a sua segunda aparição apenas nos Jogos de Inverno de 1988. A nação também participou em 1994 e 1998, mas não esteve presente nas edições de 1992 e 2002.  Assim sendo, a participação de Portugal nos Jogos de Turim foi a quinta da história da nação na competição. A delegação enviada por Portugal a Turim consistia em um único atleta, o competidor de esqui cross-country Danny Silva. Silva também viria a ser o único atleta português a representar o país na edição seguinte, em 2010, realizada em Vancouver, Canadá. Ele foi escolhido como porta-bandeira tanto para a cerimônia de abertura, quanto para a cerimônia de encerramento.

## Esquicross-country
Danny Silva possuía trinta e dois anos na época dos Jogos Olímpicos de Turim. Sua participação se restringiu a um único evento, a corrida de 15 km clássico masculino, a qual ele encerrou com um tempo de 54 minutos e 34 segundos. Este resultado o colocou como 93º de 96 competidores que terminaram a corrida, estando aproximadamente 16 minutos atrás do medalhista de ouro Andrus Veerpalu, da Estônia.
| Atleta      | Evento             | Preliminares | Preliminares | Quartas | Quartas | Semifinal | Semifinal | Final   | Final |
| Atleta      | Evento             | Total        | Pos.         | Total   | Pos.    | Total     | Pos.      | Total   | Pos.  |
| ----------- | ------------------ | ------------ | ------------ | ------- | ------- | --------- | --------- | ------- | ----- |
| Danny Silva | Clássico masculino |              |              |         |         |           |           | 54:34.1 | 93    |